# Temporizador neumático

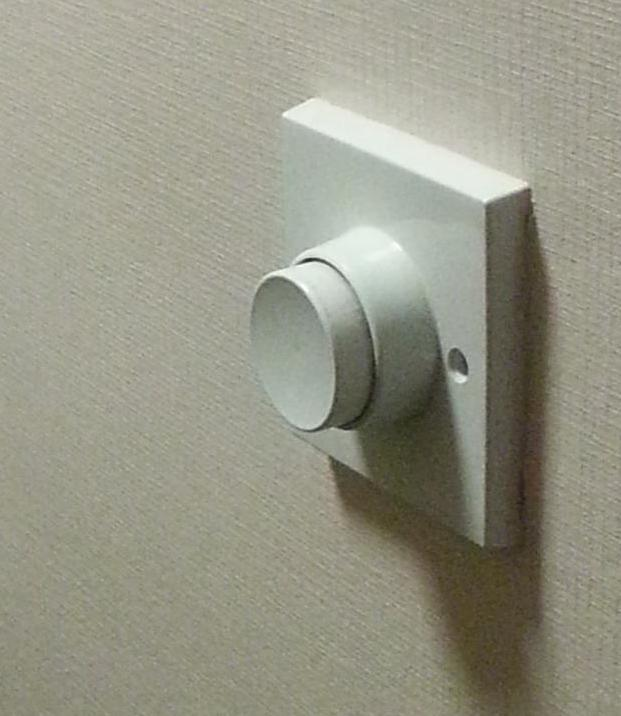
Típico interruptor de luz de temporizador de escalera del Reino Unido, que utiliza un temporizador neumático dashpot

El primer temporizador automático, el temporizador de amortiguación se ha utilizado en muchas máquinas diferentes y tiene muchas variaciones. Temporizadores de desplazamiento neumáticos, de acción hidráulica y de mercurio. Utilizado en una variedad de cosas tales como prensas de impresión, motores, e incluso sistemas de riego, el temporizador dashpot ha visto muchas aplicaciones. Incluso en los tiempos modernos con temporizadores eléctricos y digitales, estos viejos temporizadores mecánicos siguen en uso debido a su simplicidad y capacidad para funcionar en entornos difíciles.

## Componentes y funcionamiento
Un temporizador neumático consta de un disco de sincronización, un filtro, un diafragma, una bobina de solenoide, un resorte de operación y un núcleo de solenoide. Cuando se energiza el temporizador neumático, el núcleo del solenoide se mueve hacia arriba en la bobina. Cuando esto ocurre, el núcleo aplica presión sobre el diafragma. Esto mueve el diafragma hacia la cámara superior, el aire atrapado en la cámara es expulsado a través del disco de sincronización de la válvula de aguja. En los temporizadores neumáticos, la cantidad de retraso que se produce puede modificarse ajustando la válvula de aguja. Los temporizadores neumáticos son muy fiables y tienen una esperanza de vida útil muy larga.
Los temporizadores neumáticos se utilizan en sistemas industriales en los que es necesario medir el tiempo. Se utilizan en lugar de los temporizadores eléctricos, en lugares donde no es seguro usar electricidad o no es recomendable, por ejemplo donde hay material inflamable.

## Aplicación
La mayoría de los temporizadores se utilizan en aplicaciones de control automático secuencial, donde la finalización de una operación provoca el inicio de otro proceso. Las aplicaciones más comunes incluyen fresadoras automáticas, lubricación periódica, escaparates animados, arranque escalonado de bombas, prensas automáticas y lavadoras industriales. Los temporizadores Dashpot también se utilizan en motores, sopladores, iluminación, grifos de baños públicos y válvulas de control, así como en aplicaciones bancarias,[cita requerida] minoristas, de riego e industriales en general. Los problemas comunes de los temporizadores de amortiguador eran las variaciones de temperatura, la entrada de suciedad y otras materias en el sistema de amortiguador, y el desgaste general del sistema.
Todos los tipos de temporizadores se han utilizado en diferentes tecnologías, desde tostadoras a fábricas automatizadas. El temporizador mecánico ha cambiado la forma en que utilizamos la tecnología. Con sus muchas aplicaciones industriales y comerciales, hasta electrodomésticos y jardinería, el temporizador de calderín es un invento muy importante que sin duda ha provocado muchos cambios en cómo se hacían las cosas durante el siglo XX y cómo se hacen en los tiempos modernos. En los tiempos modernos, a pesar de que tenemos temporizadores eléctricos y digitales, los temporizadores mecánicos se siguen utilizando, especialmente en los casos en que el medio ambiente no es amigable para la electrónica. Otra ventaja de los temporizadores mecánicos es que son fáciles de reparar. La cantidad de sistemas automatizados precisos que se utilizan en las fábricas modernas demuestra la utilidad y precisión de estos temporizadores, mientras que su presencia en muchos hogares demuestra su disponibilidad e inexpensibilidad. Incluso con los pequeños problemas que presentan estos sistemas, han demostrado ser lo suficientemente fiables como para ser utilizados en muchos campos durante casi un siglo.